# Привиди (фільм, 1987)
Привиди (італ. Spettri) — італійський фільм жахів 1987 року.

## Сюжет
Група археологів на чолі з професором Ласкі пробирається в таємничі катакомби, які були недоступні для людства багато століть. На опечатаній двері професор бачить попередження і коли шукачі пригод відкривають двері, на поверхню виривається демон і починає винищувати людей.

## У ролях
| Актор                   | Роль           |
| ----------------------- | -------------- |
| Джон Пеппер             | Маркус         |
| Тріне Мікельсен         | Аліса          |
| Дональд Плезенс         | професор Ласкі |
| Массімо Де Россі        | Маттео         |
| Ріккардо Де Торребруна  | Андреа         |
| Лавінія Гріці           | Барбара        |
| Ріккардо Паріс Перротті | Гаспар         |
| Джованні Біланчія       |                |
| Маттео Гаццоло          | Майк           |
| Лаурентіна Гідотті      | Марія          |
| Ерна Шурер              | провідник      |
| Джованні Тамбері        | Джино          |

## Додаткова література
- Roberto Curti[it]. Italian Gothic Horror Films, 1970—1979. — Jefferson, North Carolina : McFarland & Company, 2017. — 246 p. — ISBN 978-1476664699.